# Neural Designer
Neural Designer é um software de mineração de dados baseado na técnica das redes neurais. Ele foi desenvolvido a partir da biblioteca de software de código aberto OpenNN e contém uma interface gráfica do utilizador que simplifica a entrada de dados e a interpretação de resultados.
Em 2014, Neural Designer foi selecionado pela revista Predictive Analytics Today como um dos principais softwares de mineração de dados. Durante o mesmo ano, também foi selecionado por Big Data Analytics Today como um dos melhores aplicativos de inteligência artificial inspirados na função cerebral.

## Características
Neural Designer é uma ferramenta para uso geral de aprendizado de máquina. Contêm utilitários para a solução de problemas de regressão, de reconhecimento de padrões e de séries temporais.
A entrada ao programa é um conjunto de dados, e a saída é o modelo preditivo correspondente. O software permite que você exporte a expressão matemática da rede neural para ser usada em qualquer linguagem de programação ou sistema de computador.